# NGC 2932
NGC 2932 ist ein Asterismus im Sternbild Segel des Schiffs.
Das Objekt wurde am 3. März 1837 vom britischen Astronomen John Herschel entdeckt.